# Torneo masculino de béisbol en los Juegos Panamericanos de 2003
El béisbol en los Juegos Panamericanos de 2003 estuvo compuesto por un único evento masculino, disputado entre el 2 de agosto y el 12 de agosto en Santo Domingo, República Dominicana. Cuba ganó su noveno título consecutiva.

## Equipos participantes
- Brasil(BRA)
- Cuba(CUB)
- Estados Unidos(USA)
- Guatemala(GUA)
- Bahamas(BAH)
- México(MEX)
- Nicaragua(NCA)
- Panamá(PAN)
- República Dominicana(DOM)

## Ganadores de medallas
| Evento            | Oro        | Plata                | Bronce       |
| ----------------- | ---------- | -------------------- | ------------ |
| Béisbol masculino | Cuba (CUB) | Estados Unidos (USA) | México (MEX) |

## Primera ronda
Divididos en dos grupos de cuatro y cinco equipos respectivamente.

### Grupo A
| Pos | Equipo      | JG | JP | PCT  |
| --- | ----------- | -- | -- | ---- |
| 1   | Cuba (CUB)  | 2  | 1  | .667 |
| 2   | México(MEX) | 2  | 1  | .667 |
| 3   | Brasil(BRA) | 1  | 2  | .333 |
| 4   | Panamá(PAN) | 1  | 2  | .333 |

|  |                                  |
|  | Clasificados a cuartos de final. |

### Grupo B
| Pos | Equipo                    | JG | JP | PCT   |
| --- | ------------------------- | -- | -- | ----- |
| 1   | Nicaragua(NCA)            | 4  | 0  | 1.000 |
| 2   | Estados Unidos (USA)      | 3  | 1  | .750  |
| 3   | República Dominicana(DOM) | 2  | 2  | .500  |
| 4   | Guatemala(GUA)            | 1  | 3  | .250  |
| 5   | La Bahamas(BAH)           | 0  | 4  | .000  |

|  |                                  |
|  | Clasificados a cuartos de final. |

## Fase final
Los cuartos de final se organizaron de la siguiente manera:

1° Grupo A vs. 4° Grupo B

1° Grupo B vs. 4° Grupo A

2° Grupo A vs. 3° Grupo B

2° Grupo B vs. 3° Grupo A
|  | Quinto puesto        | Quinto puesto  |                |        | 5º al 8º puesto      | 5º al 8º puesto |                |             | Cuartos de final | Cuartos de final |           |        | Semifinales   | Semifinales   |  |  | Final   | Final   |
|  |                      |                |                |        |                      |                 |                |             |                  |                  |           |        |               |               |  |  |         |         |
|  |                      |                |                |        |                      |                 |                |             | 1A vs. 4B        |                  |           |        |               |               |  |  |         |         |
|  |                      |                |                |        |                      |                 |                |             |                  |                  |           |        |               |               |  |  |         |         |
|  | 5º y 6º              | 5º y 6º        |                |        | Consolación 1        | Consolación 1   |                |             | México           | 6                |           |        | Semifinal 1   | Semifinal 1   |  |  | 1º y 2º | 1º y 2º |
|  | 5º y 6º              | 5º y 6º        |                |        | Consolación 1        | Consolación 1   |                |             | México           | 6                |           |        | Semifinal 1   | Semifinal 1   |  |  | 1º y 2º | 1º y 2º |
|  | 5º y 6º              | 5º y 6º        |                |        | Consolación 1        | Consolación 1   | Guatemala      | 0           |                  |                  |           |        | Semifinal 1   | Semifinal 1   |  |  | 1º y 2º | 1º y 2º |
|  | 5º y 6º              | 5º y 6º        |                | Brasil | 8                    |                 | Guatemala      | 0           |                  |                  |           | México | 2             |               |  |  | 1º y 2º | 1º y 2º |
|  | 5º y 6º              | 5º y 6º        | 2B vs. 3A      | Brasil | 8                    |                 |                |             |                  |                  |           | México | 2             |               |  |  | 1º y 2º | 1º y 2º |
|  | 5º y 6º              | 5º y 6º        |                |        | Guatemala            | 0               |                |             | Estados Unidos   | 3                |           |        |               |               |  |  | 1º y 2º | 1º y 2º |
|  | 5º y 6º              | 5º y 6º        | Estados Unidos | 10     | Guatemala            | 0               |                |             | Estados Unidos   | 3                |           |        |               |               |  |  | 1º y 2º | 1º y 2º |
|  | 5º y 6º              | 5º y 6º        | Estados Unidos | 10     |                      |                 |                |             |                  |                  |           |        |               |               |  |  | 1º y 2º | 1º y 2º |
|  | 5º y 6º              | 5º y 6º        |                |        | Brasil               | 0               |                |             |                  |                  |           |        |               |               |  |  | 1º y 2º | 1º y 2º |
|  | Brasil               | 3              |                |        | Brasil               | 0               | Estados Unidos | 1           |                  |                  |           |        |               |               |  |  |         |         |
|  | Brasil               | 3              | 1B vs. 4A      |        |                      |                 | Estados Unidos | 1           |                  |                  |           |        |               |               |  |  |         |         |
|  | Panamá               | 2              |                |        | Cuba                 | 3               |                |             |                  |                  |           |        |               |               |  |  |         |         |
|  | Panamá               | 2              | Nicaragua      | 5      | Cuba                 | 3               |                |             |                  |                  |           |        |               |               |  |  |         |         |
|  |                      |                | Nicaragua      | 5      | Consolación 2        | Consolación 2   | Semifinal 2    | Semifinal 2 |                  |                  |           |        |               |               |  |  |         |         |
|  |                      |                | Panamá         | 2      | Consolación 2        | Consolación 2   | Semifinal 2    | Semifinal 2 |                  |                  |           |        |               |               |  |  |         |         |
|  | Séptimo puesto       | Séptimo puesto | Panamá         | 2      | República Dominicana | 5               |                |             |                  |                  | Nicaragua | 1      | Tercer puesto | Tercer puesto |  |  |         |         |
|  | Séptimo puesto       | Séptimo puesto | 2A vs. 3B      |        | República Dominicana | 5               |                |             |                  |                  | Nicaragua | 1      | Tercer puesto | Tercer puesto |  |  |         |         |
|  | 7º y 8º              | 7º y 8º        |                |        | Panamá               | 11              |                |             | Cuba             | 2                |           |        | 3º y 4º       | 3º y 4º       |  |  |         |         |
|  | Guatemala            | 0              | Cuba           | 7      | Panamá               | 11              | México         | 6           | Cuba             | 2                |           |        |               |               |  |  |         |         |
|  | Guatemala            | 0              | Cuba           | 7      |                      |                 | México         | 6           |                  |                  |           |        |               |               |  |  |         |         |
|  | República Dominicana | 8              |                |        | República Dominicana | 0               |                |             | Nicaragua        | 2                |           |        |               |               |  |  |         |         |